# Череванский, Владимир Павлович
Владимир Павлович Череванский (31 октября 1836, Симферополь — 22 июня 1914, Петроград) — российский государственный деятель, тайный советник, действительный статский советник, член Государственного совета, писатель.

## Биография
Родился в Симферополе 31 октября 1836 года у батальонного адьютанта Таврического гарнизона подпоручика Павла Тимофеевича Череванского и его жены Анны Михайловны (фамилия писалась также как "Чериванский"). Первоначальное образование получил в Херсонской гимназии, в которой, по определению педагогического совета, выставлен в актовом зале его портрет. В эпоху подъема духовных сил России в 50хх годах в защиту Балканских славян Череванский поступил в одно из военно-полевых учреждении.
После окончания войны 1853—1856 был назначен в комиссию для ликвидации счетов военного времени. В это время происходила одна из наиболее крупных государственных реформ: по инициативе государственного контролера Татаринова, вводились единство касс по всей Империи и вместе с тем совершалась переорганизация государственного контроля. Для проведения реформы понадобились свежи силы, которые и набирались реформатором из всех ведомств и учреждении. Осведомленный о трудах, знаниях и энергии Череванского, Татаринов прямо предложил ему должность старшего ревизора. В 1880 году когда он состоял при войсках в должности главного контролера. В этой экспедиции ему посчастливилось выполнить редко выпадающие на долю человека гуманное дело. В первый же день штурма крепости Геок-Тепе, Туркмены разбитые на голову бросили свои семейства в числе 5 тысяч душ на произвол судьбы. По соглашению с начальником отряда Скобелевым, Череванский принял на себя труд прокормить эту своеобразную армию женщин и детей до устройства их участии по окончании войны. Миссия была выполнена Череванским без малейшего расхода казны. За особые труды под выстрелами во время осады и штурма Геок-Тепе Череванский был награждён орденом Святого Станислава 1-степени с мечами.
После этого вся служебная деятельность протекла в ведомстве Государственного контроля, вплоть до 1898 года. В должностях старшего ревизора, управляющего Туркестанской и Московской контрольными палатами, директора канцелярии и наконец товарищя государственного контроля. В 1894 году он был назначен сенатором, в 1898 году членом Государственного Совета с сохранением звания сенатора.
В октябре 1905 декабре 1906 года входил в состав Особого совещания для разработки необходимых в действующем учреждении Государственного совета изменении.
Жена - Елизавета Михайловна. Сестра Ольга Павловна (1828-1901) была женой штаб-лекаря Феодосийского военного госпиталя Петра Дамиановича Сидорацкого. Племянники Василий и Григорий Сидорацкие - известные революционеры-"народовольцы". Племянница Елена Петровна Сидорацкая - жена генерал-майора Прокофия Семеновича Тышкевича.

## Труды
- Хищники : Комедия Санкт-Петербург : тип. В. Ф. Киршбаума, 1891
- Жгучий вопрос : Комедия в 1 д Санкт-Петербург : тип. В. Ф. Киршбаума, 1892 (обл. 1891)
- Под боевым огнём : Ист. хроника : В 2 ч. Санкт-Петербург : тип. В. Ф. Киршбаума, 1896
- Хронология событий в ходе борьбы России с татаро-монголами Санкт-Петербург : Гос. тип., 1898
- Две волны : Ист. хроника Санкт-Петербург : Гос. тип.
- Мир Ислама и его пробуждение : Ист. моногр. Ч. 1-2 / Санкт-Петербург : Гос. тип., 1901
- Исчезнувшее царство : (Эпоха Семирамиды) : Ист. моногр Санкт-Петербург : Гос. тип., 1906
- Последний вздох Византии : Ист. моногр. со многими автотипиями Санкт-Петербург : Гос. тип., 1909
- Творчество русской силы : (Ист. моногр.). Ч. 1-2 [Санкт-Петербург] : Гос. тип., [1911]
- Призыв к борьбе с пьянством Санкт-Петербург : Гос. тип., 1913
- Первая русская царица : Повесть из времен Иоанна Грозного Санкт-Петербург : Гос. тип., 1913